# Testikel
Testikel (Testes) , er en mandlig kønskirtel. Her dannes sædceller og mandligt kønshormon, testosteron. Mænd har to testikler der hænger i en pung under penis.